# Station Dives-Cabourg
Station Dives - Cabourg is een spoorwegstation in de Franse gemeente Dives-sur-Mer. Het wordt bediend door treinen van het netwerk Nomad Train op het traject Dives-Cabourg - Trouville-Deauville.